# Jean d'Arces
Pour les articles homonymes, voir Arces.
Jean d'Arces ou d'Arcy, né dans les années 1370 dans le Dauphiné, et mort le 12 décembre 1454 à Moûtiers dans le duché de Savoie, est un cardinal du XVe siècle, archevêque-comte de Tarentaise sous le nom de Jean VI.

## Biographie

### Origines
Jean d'Arces serait né au cours de la décennie 1370[réf. nécessaire]. Il semble issu de la famille noble d'Arces, originaire de Saint-Imier, près de Grenoble, dans le Dauphiné,.
La première mention de son nom date de l'année 1415.

### Début de carrière ecclésiastique
Il est chanoine de Saint-Augustin et est prieur de Saint-Valentin, à Bissy (Savoie).
Il est également prieur d'Allondaz et prévôt du Grand-Saint-Bernard (Montjou), où il a succédé à son oncle, Hugues d'Arces, en 1419.

### Élections archiépiscopale et cardinale
Jean d'Arces est élu archevêque-comte de Tarentaise, le 6 mars 1438,,. Il succède à Marco Condulmer, nommé au mois de février patriarche de Garde.
Il participe au concile de Bâle. Il est l'un des électeurs, en octobre 1439, de l'antipape Félix V,, duc de Savoie sous le nom d'Amédée VIII. En décembre 1439, Amédée VIII le désigne comme l'un de ses exécuteurs testamentaires. L'année suivante, il soutient le duc contre le pape Eugène IV.
L'antipape Félix V, en remerciement de son soutien, le crée cardinal lors du consistoire du 6 avril 1444,,. Il se soumet au pape Nicolas V, qui confirme sa cardinalisation, le 19 décembre 1449,.

### Épiscopat
Il consacre, en 1445, l'église Saint-Maurice, de Bourg-Saint-Maurice, qui vient d'être reconstruite. 
Il fait relever la façade de la cathédrale, dont les travaux se termineront en 1461. Il fonde notamment, en 1454, une chapelle dédiée aux Innocents. 

### Tensions avec le duc de Savoie
Il est considéré comme l'un des derniers archevêques ayant pu tenir tête aux ducs de Savoie. Malgré son opposition, son pouvoir temporel recule face à la pression savoyarde. Par ailleurs, depuis 1451, le duc a obtenu du Pape l'indult, c'est-à-dire la possibilité de désigner, en accord avec le Saint-Siège, les futurs évêques dans ses États.
En 1441, des tensions resurgissent en Tarentaise avec les agents du duc qui commettent des exactions, dépassant leurs prérogatives en contrôlant notamment les sujets de l'Église de Moûtiers. Jean d'Arces obtient du duc de Savoie, Louis Ier, l'arrêt de ces contrôles. Le contrôleur fiscal de l'évêché, en 1448, attente un procès contre le mestral de Salins, officier ducal. Cependant, l'année suivante, il est arrêté et envoyé dans la prison de Salins.
Les officiers ducaux poursuivent ainsi leurs actions sur les terres épiscopales. Jean d'Arces se tourne à nouveau vers le duc qui lui donne raison. Cependant, en 1459, le duc demande, à titre gracieux, le soutien des hommes armés de l'archevêque. Ce dernier consent, mais créant ainsi un précédent, puisque le duc refera des demandes de soutien militaire.
De fait, l'Église de Tarentaise, bien qu'étant souveraine, devenait dans les faits une partie du duché de Savoie. En 1453, l'archevêque reçoit le soutien du pape dans sa lutte d'influence contre le duc. Malgré tout, les officiers ducaux continuaient de s'immiscer dans les affaires de Tarentaise. 

### Mort et succession
Jean d'Arces meurt le 12 décembre 1454, dans la cité épiscopale de Moûtiers,,.
Pierre de Savoie, fils du duc, est désigné comme son successeur.